# Guzmania calothyrsus
Guzmania calothyrsus är en gräsväxtart som beskrevs av Carl Christian Mez. Guzmania calothyrsus ingår i släktet Guzmania och familjen Bromeliaceae. Inga underarter finns listade i Catalogue of Life.